# Molophilus filiolus
Molophilus filiolus är en tvåvingeart som beskrevs av Alexander 1952. Molophilus filiolus ingår i släktet Molophilus och familjen småharkrankar. Inga underarter finns listade i Catalogue of Life.